# 卡盧哈
卡盧哈（羅馬化：Kaluha）是烏克蘭的村落，位於該國南部尼古拉耶夫州，由巴什坦卡區負責管轄，始建於1810年，面積2.68平方公里，海拔高度23米，2001年人口949，人口密度每平方公里354.1人。